# Список сезонов ФК «Рейнджерс»
Данный список содержит краткое описание всех сезонов, сыгранных футбольным клубом «Рейнджерс». «Рейнджерс» — шотландский профессиональный футбольный клуб из города Глазго, основанный в марте 1872 года. В мае того же года «Рейнджерс» провёл свой первый матч: это была безголевая ничья против клуба «Калландер». В 1890 году клуба стал одним из основателей Шотландской футбольной лиги. С 1899 года клуб проводит домашние матчи на стадионе «Айброкс», расположенном в юго-западной части Глазго.
«Рейнджерс» стал первым клубом из Великобритании (включая Англию, Шотландию, Уэльс и Северную Ирландию), сыгравшим в финале турнира УЕФА (финал Кубка обладателей кубков УЕФА 1961). В 1972 году «Рейнджерс» выиграл свой первый (и пока что единственный) европейский трофей — Кубок обладателей кубков УЕФА.
Ниже приведена таблица с описанием всех сезонов «Рейнджерс».

## Обзор
Первый официальный матч «Рейнджерс» провёл в рамках Кубка Шотландии в сезоне 1874/75, именно с этого сезона начинается нижеприведённый список. В лиге клуб начал выступать начиная с сезона 1890/91, когда разделил чемпионский титул с клубом «Дамбартон», набрав с ним равное количество очков и сыграв вничью матч плей-офф. На данный момент «Рейнджерс» принадлежит рекорд по количеству побед в высшем дивизионе чемпионата Шотландии — 55 побед. Также «Рейнджерс» одержал 34 победы в Кубке Шотландии. После Второй мировой войны в Шотландии начал разыгрываться новый турнир — Кубок шотландской лиги. «Рейнджерс» одержал победу в первом его розыгрыше в сезоне 1946/47 и на данный момент выиграл этот турнир 28 раз (что является рекордом). В сезоне 1956/57 клуб впервые принял участие в еврокубках, сыграв в Кубке европейских чемпионов.

## Легенда
| Цвета - 1-е / Победа — Чемпион/Победитель/1-е место - 2-е / Финал — Финалист/2-е место - — Повышение - — Выбывание |

## Список сезонов (до создания ШФЛ (1872—1890)
| Сезон   | Кубок Шотландии | Кубок Англии | Лучший бомбардир                           | Лучший бомбардир | Примечания |
| Сезон   | Кубок Шотландии | Кубок Англии | Игрок                                      | Голы             | Примечания |
| ------- | --------------- | ------------ | ------------------------------------------ | ---------------- | ---------- |
| 1874/75 | Раунд 2         | нет          | Моузес Макнил Дэвид Гибб                   | 1                |            |
| 1875/76 | Раунд 2         | нет          | Джон Кэмпбелл                              | 3                |            |
| 1876/77 | Финал           | нет          | Питер Кэмпбелл                             | 5                | [ b ]      |
| 1877/78 | Раунд 4         | нет          | Питер Кэмпбелл                             | 7                |            |
| 1878/79 | Финал           | нет          | Уильям Страдерз                            | 6                | [ b ]      |
| 1879/80 | Раунд 1         | нет          | Арчибалд Стил Уильям Страдерз              | 2                |            |
| 1880/81 | Полуфинал       | нет          | Джордж Ангус                               | 5                | [ b ]      |
| 1881/82 | Полуфинал       | нет          | Дэвид Хилл                                 | 5                |            |
| 1882/83 | Раунд 2         | нет          | У. Корбетт Уильям Прингл Джеймс Уотсон     | 2                |            |
| 1883/84 | Полуфинал       | нет          | Джеймс Госсланд                            | 5                | [ b ]      |
| 1884/85 | 1/4 финала      | нет          | Джеймс Госсланд Алик Маккензи Питер Мортон | 3                | [ b ]      |
| 1885/86 | Раунд 1         | Раунд 1      | Нет забитых голов                          | 0                |            |
| 1886/87 | Раунд 3         | Полуфинал    | Мэттью Лори                                | 5                |            |
| 1887/88 | Раунд 2         | нет          | Джон Гау                                   | 5                | [ b ]      |
| 1888/89 | Раунд 2         | нет          | Томас Уайлли                               | 8                | [ b ]      |
| 1889/90 | Раунд 3         | нет          | Дональд Гау Томас Уайлли                   | 5                | [ b ]      |

## Список сезонов (с 1890 года)
| Сезон   | Лига | Лига | Лига | Лига | Лига | Лига | Лига | Лига | Лига | Кубок Шотландии | Кубок лиги | Турниры УЕФА / Прочие | Лучший бомбардир | Лучший бомбардир | Прим. |
| Сезон   | Дивизион | И | В | Н | П | МЗ | МП | Очки | Место | Кубок Шотландии | Кубок лиги | Турниры УЕФА / Прочие | Игрок | Голы | Прим. |
| ------- | --- | --- | --- | --- | --- | --- | --- | --- | --- | --- | --- | --- | --- | --- | --- |
| 1890/91 | ШФЛ | 18 | 13 | 3 | 2 | 58 | 25 | 29 | 1-е | Раунд 1 | нет | нет | Джон Макферсон | 15 | |
| 1891/92 | ШФЛ | 22 | 11 | 2 | 9 | 59 | 46 | 24 | 5-е | Полуфинал | нет | нет | Джон Макферсон | 12 | |
| 1892/93 | ШФЛ | 18 | 12 | 4 | 2 | 41 | 27 | 28 | 2-е | 1/4 финала | нет | нет | Хью Маккриди | 13 | |
| 1893/94 | Дивизион 1 | 18 | 8 | 4 | 6 | 44 | 30 | 20 | 4-е | Победа | нет | нет | Джеймс Стил | 12 | |
| 1894/95 | Дивизион 1 | 18 | 10 | 2 | 6 | 41 | 26 | 22 | 3-е | Раунд 1 | нет | нет | Джон Макферсон Джон Баркер | 9 | |
| 1895/96 | Дивизион 1 | 18 | 11 | 4 | 3 | 57 | 39 | 26 | 2-е | 1/4 финала | нет | нет | Алек Смит | 16 | |
| 1896/97 | Дивизион 1 | 18 | 11 | 3 | 4 | 64 | 30 | 25 | 3-е | Победа | нет | нет | Томми Хислоп Джон Макферсон | 15 | |
| 1897/98 | Дивизион 1 | 18 | 13 | 3 | 2 | 71 | 15 | 29 | 2-е | Победа | нет | нет | Роберт Хэмилтон | 26 | |
| 1898/99 | Дивизион 1 | 18 | 18 | 0 | 0 | 79 | 18 | 36 | 1-е | Финал | нет | нет | Роберт Хэмилтон | 25 | |
| 1899/00 | Дивизион 1 | 18 | 15 | 2 | 1 | 69 | 27 | 32 | 1-е | Полуфинал | нет | нет | Роберт Хэмилтон | 23 | |
| 1900/01 | Дивизион 1 | 20 | 17 | 1 | 2 | 60 | 25 | 35 | 1-е | Раунд 1 | нет | нет | Роберт Хэмилтон | 20 | |
| 1901/02 | Дивизион 1 | 18 | 13 | 2 | 3 | 43 | 29 | 28 | 1-е | Полуфинал | нет | нет | Роберт Хэмилтон | 11 | |
| 1902/03 | Дивизион 1 | 22 | 12 | 5 | 5 | 56 | 30 | 29 | 3-е | Победа | нет | нет | Роберт Хэмилтон | 18 | |
| 1903/04 | Дивизион 1 | 26 | 16 | 6 | 4 | 80 | 33 | 38 | 3-е | Финал | нет | нет | Роберт Хэмилтон | 31 | |
| 1904/05 | Дивизион 1 | 26 | 19 | 3 | 4 | 83 | 28 | 41 | 2-е | Финал | нет | нет | Роберт Хэмилтон | 19 | |
| 1905/06 | Дивизион 1 | 30 | 15 | 7 | 8 | 58 | 48 | 37 | 4-е | 1/4 финала | нет | нет | Роберт Хэмилтон | 10 | |
| 1906/07 | Дивизион 1 | 34 | 19 | 7 | 8 | 69 | 33 | 45 | 3-е | 1/4 финала | нет | нет | Джимми Спирз | 14 | |
| 1907/08 | Дивизион 1 | 34 | 21 | 8 | 5 | 74 | 40 | 50 | 3-е | Раунд 2 | нет | нет | Роберт Кэмпбелл | 25 | |
| 1908/09 | Дивизион 1 | 34 | 19 | 7 | 8 | 91 | 38 | 45 | 4-е | Финал | нет | нет | Роберт Кэмпбелл | 17 | |
| 1909/10 | Дивизион 1 | 34 | 20 | 6 | 8 | 70 | 35 | 46 | 3-е | Раунд 2 | нет | нет | Уилли Хантер | 19 | |
| 1910/11 | Дивизион 1 | 34 | 23 | 6 | 5 | 90 | 34 | 52 | 1-е | 1/4 финала | нет | нет | Уилли Рид | 41 | |
| 1911/12 | Дивизион 1 | 34 | 24 | 3 | 7 | 86 | 34 | 51 | 1-е | Раунд 2 | нет | нет | Уилли Рид | 34 | |
| 1912/13 | Дивизион 1 | 34 | 24 | 5 | 5 | 76 | 41 | 53 | 1-е | Раунд 3 | нет | нет | Уилли Рид | 23 | |
| 1913/14 | Дивизион 1 | 38 | 27 | 5 | 6 | 79 | 31 | 59 | 2-е | Раунд 3 | нет | нет | Уилли Рид | 25 | |
| 1914/15 | Дивизион 1 | 38 | 23 | 4 | 11 | 74 | 47 | 50 | 3-е | нет | нет | нет | Уилли Рид | 28 | |
| 1915/16 | Дивизион 1 | 38 | 25 | 6 | 7 | 87 | 39 | 56 | 2-е | нет | нет | нет | Уилли Рид | 21 | |
| 1916/17 | Дивизион 1 | 38 | 24 | 5 | 9 | 68 | 32 | 53 | 3-е | нет | нет | нет | Чарли Данкан | 15 | |
| 1917/18 | Дивизион 1 | 34 | 25 | 6 | 3 | 66 | 24 | 56 | 1-е | нет | нет | нет | Томми Кэрнз Джимми Гордон | 11 | |
| 1918/19 | Дивизион 1 | 34 | 26 | 5 | 3 | 86 | 16 | 57 | 2-е | нет | нет | нет | Дэвид Маклейн | 29 | |
| 1919/20 | Дивизион 1 | 42 | 31 | 9 | 2 | 106 | 25 | 71 | 1-е | Полуфинал | нет | нет | Энди Каннингем | 25 | |
| 1920/21 | Дивизион 1 | 42 | 35 | 6 | 1 | 91 | 24 | 76 | 1-е | Финал | нет | нет | Энди Каннингем | 27 | |
| 1921/22 | Дивизион 1 | 42 | 28 | 10 | 4 | 83 | 26 | 66 | 2-е | Финал | нет | нет | Джорди Хендерсон | 27 | |
| 1922/23 | Дивизион 1 | 38 | 23 | 9 | 6 | 67 | 29 | 55 | 1-е | Раунд 2 | нет | нет | Джорди Хендерсон | 24 | |
| 1923/24 | Дивизион 1 | 38 | 25 | 9 | 4 | 72 | 29 | 59 | 1-е | Раунд 3 | нет | нет | Джорди Хендерсон | 23 | |
| 1924/25 | Дивизион 1 | 38 | 25 | 10 | 3 | 76 | 26 | 60 | 1-е | Полуфинал | нет | нет | Джорди Хендерсон | 32 | |
| 1925/26 | Дивизион 1 | 38 | 19 | 6 | 13 | 79 | 55 | 44 | 6-е | Полуфинал | нет | нет | Энди Каннингем Джимми Флеминг | 20 | |
| 1926/27 | Дивизион 1 | 38 | 23 | 10 | 5 | 85 | 41 | 56 | 1-е | 1/4 финала | нет | нет | Джимми Флеминг | 21 | |
| 1927/28 | Дивизион 1 | 38 | 26 | 8 | 4 | 109 | 36 | 60 | 1-е | Победа | нет | нет | Джимми Флеминг | 37 | [ k ] |
| 1928/29 | Дивизион 1 | 38 | 30 | 7 | 1 | 107 | 32 | 67 | 1-е | Финал | нет | нет | Джимми Флеминг | 40 | |
| 1929/30 | Дивизион 1 | 38 | 28 | 4 | 6 | 94 | 32 | 60 | 1-е | Победа | нет | нет | Джимми Флеминг | 33 | [ l ] |
| 1930/31 | Дивизион 1 | 38 | 27 | 6 | 5 | 96 | 29 | 60 | 1-е | Раунд 2 | нет | нет | Боб Макфейл | 22 | |
| 1931/32 | Дивизион 1 | 38 | 28 | 5 | 5 | 118 | 42 | 61 | 2-е | Победа | нет | нет | Сэм Инглиш | 53 | [ m ] |
| 1932/33 | Дивизион 1 | 38 | 26 | 10 | 2 | 113 | 43 | 62 | 1-е | Раунд 3 | нет | нет | Джимми Смит | 35 | |
| 1933/34 | Дивизион 1 | 38 | 30 | 6 | 2 | 118 | 41 | 66 | 1-е | Победа | нет | нет | Джимми Смит | 46 | [ m ] [ l ] |
| 1934/35 | Дивизион 1 | 38 | 25 | 5 | 8 | 96 | 46 | 55 | 1-е | Победа | нет | нет | Джимми Смит | 44 | |
| 1935/36 | Дивизион 1 | 38 | 27 | 7 | 4 | 110 | 43 | 61 | 2-е | Победа | нет | нет | Джимми Смит | 37 | |
| 1936/37 | Дивизион 1 | 38 | 26 | 9 | 3 | 88 | 32 | 61 | 1-е | Раунд 1 | нет | нет | Джимми Смит | 31 | |
| 1937/38 | Дивизион 1 | 38 | 18 | 13 | 7 | 75 | 49 | 49 | 3-е | Полуфинал | нет | нет | Джимми Смит | 25 | |
| 1938/39 | Дивизион 1 | 38 | 25 | 9 | 4 | 112 | 55 | 59 | 1-е | Раунд 3 | нет | нет | Алекс Вентерз | 37 | |
| 1939/40 | Дивизион 1 | 5 | 4 | 1 | 0 | 14 | 3 | 9 | | | нет | нет | Уилли Торнтон | 5 | |
| 1940/41 | С 1939 по 1946 года официальные турниры в Шотландии не проводились в связи с участием Великобритании во Второй мировой войне. В этот период «Рейнджерс» участвовал в неофициальных турнирах. | С 1939 по 1946 года официальные турниры в Шотландии не проводились в связи с участием Великобритании во Второй мировой войне. В этот период «Рейнджерс» участвовал в неофициальных турнирах. | С 1939 по 1946 года официальные турниры в Шотландии не проводились в связи с участием Великобритании во Второй мировой войне. В этот период «Рейнджерс» участвовал в неофициальных турнирах. | С 1939 по 1946 года официальные турниры в Шотландии не проводились в связи с участием Великобритании во Второй мировой войне. В этот период «Рейнджерс» участвовал в неофициальных турнирах. | С 1939 по 1946 года официальные турниры в Шотландии не проводились в связи с участием Великобритании во Второй мировой войне. В этот период «Рейнджерс» участвовал в неофициальных турнирах. | С 1939 по 1946 года официальные турниры в Шотландии не проводились в связи с участием Великобритании во Второй мировой войне. В этот период «Рейнджерс» участвовал в неофициальных турнирах. | С 1939 по 1946 года официальные турниры в Шотландии не проводились в связи с участием Великобритании во Второй мировой войне. В этот период «Рейнджерс» участвовал в неофициальных турнирах. | С 1939 по 1946 года официальные турниры в Шотландии не проводились в связи с участием Великобритании во Второй мировой войне. В этот период «Рейнджерс» участвовал в неофициальных турнирах. | С 1939 по 1946 года официальные турниры в Шотландии не проводились в связи с участием Великобритании во Второй мировой войне. В этот период «Рейнджерс» участвовал в неофициальных турнирах. | С 1939 по 1946 года официальные турниры в Шотландии не проводились в связи с участием Великобритании во Второй мировой войне. В этот период «Рейнджерс» участвовал в неофициальных турнирах. | С 1939 по 1946 года официальные турниры в Шотландии не проводились в связи с участием Великобритании во Второй мировой войне. В этот период «Рейнджерс» участвовал в неофициальных турнирах. | С 1939 по 1946 года официальные турниры в Шотландии не проводились в связи с участием Великобритании во Второй мировой войне. В этот период «Рейнджерс» участвовал в неофициальных турнирах. | С 1939 по 1946 года официальные турниры в Шотландии не проводились в связи с участием Великобритании во Второй мировой войне. В этот период «Рейнджерс» участвовал в неофициальных турнирах. | С 1939 по 1946 года официальные турниры в Шотландии не проводились в связи с участием Великобритании во Второй мировой войне. В этот период «Рейнджерс» участвовал в неофициальных турнирах. | С 1939 по 1946 года официальные турниры в Шотландии не проводились в связи с участием Великобритании во Второй мировой войне. В этот период «Рейнджерс» участвовал в неофициальных турнирах. |
| 1941/42 | С 1939 по 1946 года официальные турниры в Шотландии не проводились в связи с участием Великобритании во Второй мировой войне. В этот период «Рейнджерс» участвовал в неофициальных турнирах. | С 1939 по 1946 года официальные турниры в Шотландии не проводились в связи с участием Великобритании во Второй мировой войне. В этот период «Рейнджерс» участвовал в неофициальных турнирах. | С 1939 по 1946 года официальные турниры в Шотландии не проводились в связи с участием Великобритании во Второй мировой войне. В этот период «Рейнджерс» участвовал в неофициальных турнирах. | С 1939 по 1946 года официальные турниры в Шотландии не проводились в связи с участием Великобритании во Второй мировой войне. В этот период «Рейнджерс» участвовал в неофициальных турнирах. | С 1939 по 1946 года официальные турниры в Шотландии не проводились в связи с участием Великобритании во Второй мировой войне. В этот период «Рейнджерс» участвовал в неофициальных турнирах. | С 1939 по 1946 года официальные турниры в Шотландии не проводились в связи с участием Великобритании во Второй мировой войне. В этот период «Рейнджерс» участвовал в неофициальных турнирах. | С 1939 по 1946 года официальные турниры в Шотландии не проводились в связи с участием Великобритании во Второй мировой войне. В этот период «Рейнджерс» участвовал в неофициальных турнирах. | С 1939 по 1946 года официальные турниры в Шотландии не проводились в связи с участием Великобритании во Второй мировой войне. В этот период «Рейнджерс» участвовал в неофициальных турнирах. | С 1939 по 1946 года официальные турниры в Шотландии не проводились в связи с участием Великобритании во Второй мировой войне. В этот период «Рейнджерс» участвовал в неофициальных турнирах. | С 1939 по 1946 года официальные турниры в Шотландии не проводились в связи с участием Великобритании во Второй мировой войне. В этот период «Рейнджерс» участвовал в неофициальных турнирах. | С 1939 по 1946 года официальные турниры в Шотландии не проводились в связи с участием Великобритании во Второй мировой войне. В этот период «Рейнджерс» участвовал в неофициальных турнирах. | С 1939 по 1946 года официальные турниры в Шотландии не проводились в связи с участием Великобритании во Второй мировой войне. В этот период «Рейнджерс» участвовал в неофициальных турнирах. | С 1939 по 1946 года официальные турниры в Шотландии не проводились в связи с участием Великобритании во Второй мировой войне. В этот период «Рейнджерс» участвовал в неофициальных турнирах. | С 1939 по 1946 года официальные турниры в Шотландии не проводились в связи с участием Великобритании во Второй мировой войне. В этот период «Рейнджерс» участвовал в неофициальных турнирах. | С 1939 по 1946 года официальные турниры в Шотландии не проводились в связи с участием Великобритании во Второй мировой войне. В этот период «Рейнджерс» участвовал в неофициальных турнирах. |
| 1942/43 | С 1939 по 1946 года официальные турниры в Шотландии не проводились в связи с участием Великобритании во Второй мировой войне. В этот период «Рейнджерс» участвовал в неофициальных турнирах. | С 1939 по 1946 года официальные турниры в Шотландии не проводились в связи с участием Великобритании во Второй мировой войне. В этот период «Рейнджерс» участвовал в неофициальных турнирах. | С 1939 по 1946 года официальные турниры в Шотландии не проводились в связи с участием Великобритании во Второй мировой войне. В этот период «Рейнджерс» участвовал в неофициальных турнирах. | С 1939 по 1946 года официальные турниры в Шотландии не проводились в связи с участием Великобритании во Второй мировой войне. В этот период «Рейнджерс» участвовал в неофициальных турнирах. | С 1939 по 1946 года официальные турниры в Шотландии не проводились в связи с участием Великобритании во Второй мировой войне. В этот период «Рейнджерс» участвовал в неофициальных турнирах. | С 1939 по 1946 года официальные турниры в Шотландии не проводились в связи с участием Великобритании во Второй мировой войне. В этот период «Рейнджерс» участвовал в неофициальных турнирах. | С 1939 по 1946 года официальные турниры в Шотландии не проводились в связи с участием Великобритании во Второй мировой войне. В этот период «Рейнджерс» участвовал в неофициальных турнирах. | С 1939 по 1946 года официальные турниры в Шотландии не проводились в связи с участием Великобритании во Второй мировой войне. В этот период «Рейнджерс» участвовал в неофициальных турнирах. | С 1939 по 1946 года официальные турниры в Шотландии не проводились в связи с участием Великобритании во Второй мировой войне. В этот период «Рейнджерс» участвовал в неофициальных турнирах. | С 1939 по 1946 года официальные турниры в Шотландии не проводились в связи с участием Великобритании во Второй мировой войне. В этот период «Рейнджерс» участвовал в неофициальных турнирах. | С 1939 по 1946 года официальные турниры в Шотландии не проводились в связи с участием Великобритании во Второй мировой войне. В этот период «Рейнджерс» участвовал в неофициальных турнирах. | С 1939 по 1946 года официальные турниры в Шотландии не проводились в связи с участием Великобритании во Второй мировой войне. В этот период «Рейнджерс» участвовал в неофициальных турнирах. | С 1939 по 1946 года официальные турниры в Шотландии не проводились в связи с участием Великобритании во Второй мировой войне. В этот период «Рейнджерс» участвовал в неофициальных турнирах. | С 1939 по 1946 года официальные турниры в Шотландии не проводились в связи с участием Великобритании во Второй мировой войне. В этот период «Рейнджерс» участвовал в неофициальных турнирах. | С 1939 по 1946 года официальные турниры в Шотландии не проводились в связи с участием Великобритании во Второй мировой войне. В этот период «Рейнджерс» участвовал в неофициальных турнирах. |
| 1943/44 | С 1939 по 1946 года официальные турниры в Шотландии не проводились в связи с участием Великобритании во Второй мировой войне. В этот период «Рейнджерс» участвовал в неофициальных турнирах. | С 1939 по 1946 года официальные турниры в Шотландии не проводились в связи с участием Великобритании во Второй мировой войне. В этот период «Рейнджерс» участвовал в неофициальных турнирах. | С 1939 по 1946 года официальные турниры в Шотландии не проводились в связи с участием Великобритании во Второй мировой войне. В этот период «Рейнджерс» участвовал в неофициальных турнирах. | С 1939 по 1946 года официальные турниры в Шотландии не проводились в связи с участием Великобритании во Второй мировой войне. В этот период «Рейнджерс» участвовал в неофициальных турнирах. | С 1939 по 1946 года официальные турниры в Шотландии не проводились в связи с участием Великобритании во Второй мировой войне. В этот период «Рейнджерс» участвовал в неофициальных турнирах. | С 1939 по 1946 года официальные турниры в Шотландии не проводились в связи с участием Великобритании во Второй мировой войне. В этот период «Рейнджерс» участвовал в неофициальных турнирах. | С 1939 по 1946 года официальные турниры в Шотландии не проводились в связи с участием Великобритании во Второй мировой войне. В этот период «Рейнджерс» участвовал в неофициальных турнирах. | С 1939 по 1946 года официальные турниры в Шотландии не проводились в связи с участием Великобритании во Второй мировой войне. В этот период «Рейнджерс» участвовал в неофициальных турнирах. | С 1939 по 1946 года официальные турниры в Шотландии не проводились в связи с участием Великобритании во Второй мировой войне. В этот период «Рейнджерс» участвовал в неофициальных турнирах. | С 1939 по 1946 года официальные турниры в Шотландии не проводились в связи с участием Великобритании во Второй мировой войне. В этот период «Рейнджерс» участвовал в неофициальных турнирах. | С 1939 по 1946 года официальные турниры в Шотландии не проводились в связи с участием Великобритании во Второй мировой войне. В этот период «Рейнджерс» участвовал в неофициальных турнирах. | С 1939 по 1946 года официальные турниры в Шотландии не проводились в связи с участием Великобритании во Второй мировой войне. В этот период «Рейнджерс» участвовал в неофициальных турнирах. | С 1939 по 1946 года официальные турниры в Шотландии не проводились в связи с участием Великобритании во Второй мировой войне. В этот период «Рейнджерс» участвовал в неофициальных турнирах. | С 1939 по 1946 года официальные турниры в Шотландии не проводились в связи с участием Великобритании во Второй мировой войне. В этот период «Рейнджерс» участвовал в неофициальных турнирах. | С 1939 по 1946 года официальные турниры в Шотландии не проводились в связи с участием Великобритании во Второй мировой войне. В этот период «Рейнджерс» участвовал в неофициальных турнирах. |
| 1944/45 | С 1939 по 1946 года официальные турниры в Шотландии не проводились в связи с участием Великобритании во Второй мировой войне. В этот период «Рейнджерс» участвовал в неофициальных турнирах. | С 1939 по 1946 года официальные турниры в Шотландии не проводились в связи с участием Великобритании во Второй мировой войне. В этот период «Рейнджерс» участвовал в неофициальных турнирах. | С 1939 по 1946 года официальные турниры в Шотландии не проводились в связи с участием Великобритании во Второй мировой войне. В этот период «Рейнджерс» участвовал в неофициальных турнирах. | С 1939 по 1946 года официальные турниры в Шотландии не проводились в связи с участием Великобритании во Второй мировой войне. В этот период «Рейнджерс» участвовал в неофициальных турнирах. | С 1939 по 1946 года официальные турниры в Шотландии не проводились в связи с участием Великобритании во Второй мировой войне. В этот период «Рейнджерс» участвовал в неофициальных турнирах. | С 1939 по 1946 года официальные турниры в Шотландии не проводились в связи с участием Великобритании во Второй мировой войне. В этот период «Рейнджерс» участвовал в неофициальных турнирах. | С 1939 по 1946 года официальные турниры в Шотландии не проводились в связи с участием Великобритании во Второй мировой войне. В этот период «Рейнджерс» участвовал в неофициальных турнирах. | С 1939 по 1946 года официальные турниры в Шотландии не проводились в связи с участием Великобритании во Второй мировой войне. В этот период «Рейнджерс» участвовал в неофициальных турнирах. | С 1939 по 1946 года официальные турниры в Шотландии не проводились в связи с участием Великобритании во Второй мировой войне. В этот период «Рейнджерс» участвовал в неофициальных турнирах. | С 1939 по 1946 года официальные турниры в Шотландии не проводились в связи с участием Великобритании во Второй мировой войне. В этот период «Рейнджерс» участвовал в неофициальных турнирах. | С 1939 по 1946 года официальные турниры в Шотландии не проводились в связи с участием Великобритании во Второй мировой войне. В этот период «Рейнджерс» участвовал в неофициальных турнирах. | С 1939 по 1946 года официальные турниры в Шотландии не проводились в связи с участием Великобритании во Второй мировой войне. В этот период «Рейнджерс» участвовал в неофициальных турнирах. | С 1939 по 1946 года официальные турниры в Шотландии не проводились в связи с участием Великобритании во Второй мировой войне. В этот период «Рейнджерс» участвовал в неофициальных турнирах. | С 1939 по 1946 года официальные турниры в Шотландии не проводились в связи с участием Великобритании во Второй мировой войне. В этот период «Рейнджерс» участвовал в неофициальных турнирах. | С 1939 по 1946 года официальные турниры в Шотландии не проводились в связи с участием Великобритании во Второй мировой войне. В этот период «Рейнджерс» участвовал в неофициальных турнирах. |
| 1945/46 | С 1939 по 1946 года официальные турниры в Шотландии не проводились в связи с участием Великобритании во Второй мировой войне. В этот период «Рейнджерс» участвовал в неофициальных турнирах. | С 1939 по 1946 года официальные турниры в Шотландии не проводились в связи с участием Великобритании во Второй мировой войне. В этот период «Рейнджерс» участвовал в неофициальных турнирах. | С 1939 по 1946 года официальные турниры в Шотландии не проводились в связи с участием Великобритании во Второй мировой войне. В этот период «Рейнджерс» участвовал в неофициальных турнирах. | С 1939 по 1946 года официальные турниры в Шотландии не проводились в связи с участием Великобритании во Второй мировой войне. В этот период «Рейнджерс» участвовал в неофициальных турнирах. | С 1939 по 1946 года официальные турниры в Шотландии не проводились в связи с участием Великобритании во Второй мировой войне. В этот период «Рейнджерс» участвовал в неофициальных турнирах. | С 1939 по 1946 года официальные турниры в Шотландии не проводились в связи с участием Великобритании во Второй мировой войне. В этот период «Рейнджерс» участвовал в неофициальных турнирах. | С 1939 по 1946 года официальные турниры в Шотландии не проводились в связи с участием Великобритании во Второй мировой войне. В этот период «Рейнджерс» участвовал в неофициальных турнирах. | С 1939 по 1946 года официальные турниры в Шотландии не проводились в связи с участием Великобритании во Второй мировой войне. В этот период «Рейнджерс» участвовал в неофициальных турнирах. | С 1939 по 1946 года официальные турниры в Шотландии не проводились в связи с участием Великобритании во Второй мировой войне. В этот период «Рейнджерс» участвовал в неофициальных турнирах. | С 1939 по 1946 года официальные турниры в Шотландии не проводились в связи с участием Великобритании во Второй мировой войне. В этот период «Рейнджерс» участвовал в неофициальных турнирах. | С 1939 по 1946 года официальные турниры в Шотландии не проводились в связи с участием Великобритании во Второй мировой войне. В этот период «Рейнджерс» участвовал в неофициальных турнирах. | С 1939 по 1946 года официальные турниры в Шотландии не проводились в связи с участием Великобритании во Второй мировой войне. В этот период «Рейнджерс» участвовал в неофициальных турнирах. | С 1939 по 1946 года официальные турниры в Шотландии не проводились в связи с участием Великобритании во Второй мировой войне. В этот период «Рейнджерс» участвовал в неофициальных турнирах. | С 1939 по 1946 года официальные турниры в Шотландии не проводились в связи с участием Великобритании во Второй мировой войне. В этот период «Рейнджерс» участвовал в неофициальных турнирах. | С 1939 по 1946 года официальные турниры в Шотландии не проводились в связи с участием Великобритании во Второй мировой войне. В этот период «Рейнджерс» участвовал в неофициальных турнирах. |
| 1946/47 | Дивизион A | 30 | 21 | 4 | 5 | 76 | 26 | 46 | 1-е | Раунд 2 | Победа | нет | Уилли Торнтон Джимми Данкансон | 25 | |
| 1947/48 | Дивизион A | 30 | 21 | 4 | 5 | 64 | 28 | 46 | 2-е | Победа | Полуфинал | нет | Уилли Торнтон | 22 | |
| 1948/49 | Дивизион A | 30 | 20 | 6 | 4 | 63 | 32 | 46 | 1-е | Победа | Победа | нет | Уилли Торнтон | 34 | |
| 1949/50 | Дивизион A | 30 | 22 | 6 | 2 | 58 | 26 | 50 | 1-е | Победа | Полуфинал | нет | Уилли Финдли | 18 | |
| 1950/51 | Дивизион A | 30 | 17 | 4 | 9 | 64 | 37 | 38 | 2-е | Раунд 2 | Раунд 1 | нет | Уилли Торнтон | 19 | |
| 1951/52 | Дивизион A | 30 | 16 | 9 | 5 | 61 | 31 | 41 | 2-е | 1/4 финала | Финал | нет | Уилли Торнтон | 27 | |
| 1952/53 | Дивизион A | 30 | 18 | 7 | 5 | 80 | 39 | 43 | 1-е | Победа | Полуфинал | нет | Дерек Грирсон | 31 | |
| 1953/54 | Дивизион A | 30 | 13 | 8 | 9 | 56 | 35 | 34 | 4-е | Полуфинал | Полуфинал | нет | Уилли Пейтон | 22 | |
| 1954/55 | Дивизион A | 30 | 19 | 3 | 8 | 67 | 33 | 41 | 3-е | Раунд 6 | 1/4 финала | нет | Билли Симпсон | 23 | |
| 1955/56 | Дивизион 1 | 34 | 22 | 8 | 4 | 85 | 27 | 52 | 1-е | 1/4 финала | Полуфинал | нет | Джонни Хаббард | 27 | |
| 1956/57 | Дивизион 1 | 34 | 26 | 3 | 5 | 96 | 48 | 55 | 1-е | Раунд 6 | Раунд 1 | Кубок европейских чемпионов — Раунд 2 | Макс Марри | 36 | |
| 1957/58 | Дивизион 1 | 34 | 22 | 5 | 7 | 89 | 49 | 49 | 2-е | Полуфинал | Финал | Кубок европейских чемпионов — Раунд 1 | Макс Марри | 35 | |
| 1958/59 | Дивизион 1 | 34 | 21 | 8 | 5 | 92 | 51 | 50 | 1-е | Раунд 3 | Раунд 1 | — | Макс Марри | 24 | |
| 1959/60 | Дивизион 1 | 34 | 17 | 8 | 9 | 72 | 38 | 42 | 3-е | Победа | Раунд 1 | Кубок европейских чемпионов — Полуфинал | Джимми Миллар | 36 | |
| 1960/61 | Дивизион 1 | 34 | 23 | 5 | 6 | 88 | 46 | 51 | 1-е | Раунд 3 | Победа | Кубок обладателей кубков — Финал | Ральф Бранд | 40 | |
| 1961/62 | Дивизион 1 | 34 | 22 | 7 | 5 | 84 | 31 | 51 | 2-е | Победа | Победа | Кубок европейских чемпионов — Четвертьфинал | Ральф Бранд | 40 | |
| 1962/63 | Дивизион 1 | 34 | 25 | 7 | 2 | 94 | 28 | 57 | 1-е | Победа | Полуфинал | Кубок обладателей кубков — Раунд 1 | Джимми Миллар | 43 | |
| 1963/64 | Дивизион 1 | 34 | 25 | 5 | 4 | 85 | 31 | 55 | 1-е | Победа | Победа | Кубок европейских чемпионов — Квалификация | Джим Форрест | 39 | |
| 1964/65 | Дивизион 1 | 34 | 18 | 8 | 8 | 78 | 35 | 44 | 5-е | 1/4 финала | Победа | Кубок европейских чемпионов — Четвертьфинал | Джим Форрест | 57 | |
| 1965/66 | Дивизион 1 | 34 | 25 | 5 | 4 | 91 | 29 | 55 | 2-е | Победа | Финал | — | Джордж Маклейн | 39 | |
| 1966/67 | Дивизион 1 | 34 | 24 | 7 | 3 | 92 | 31 | 55 | 2-е | Раунд 1 | Финал | Кубок обладателей кубков — Финал | Алекс Смит | 23 | |
| 1967/68 | Дивизион 1 | 34 | 28 | 5 | 1 | 93 | 34 | 61 | 2-е | 1/4 финала | Раунд 1 | Кубок ярмарок — Четвертьфинал | Алекс Фергюсон | 22 | |
| 1968/69 | Дивизион 1 | 34 | 21 | 7 | 6 | 81 | 32 | 49 | 2-е | Финал | Раунд 1 | Кубок ярмарок — Полуфинал | Вилли Джонстон | 23 | |
| 1969/70 | Дивизион 1 | 34 | 19 | 7 | 8 | 67 | 40 | 45 | 2-е | 1/4 финала | Раунд 1 | Кубок обладателей кубков — Раунд 2 | Колин Стайн | 27 | |
| 1970/71 | Дивизион 1 | 34 | 16 | 9 | 9 | 58 | 34 | 41 | 4-е | Финал | Победа | Кубок ярмарок — Раунд 1 | Колин Стайн | 20 | |
| 1971/72 | Дивизион 1 | 34 | 21 | 2 | 11 | 71 | 38 | 44 | 3-е | Полуфинал | Раунд 1 | Кубок обладателей кубков — Победа | Колин Стайн | 25 | |
| 1972/73 | Дивизион 1 | 34 | 26 | 4 | 4 | 74 | 30 | 56 | 2-е | Победа | Полуфинал | — | Дерек Парлейн | 27 | |
| 1973/74 | Дивизион 1 | 34 | 21 | 6 | 7 | 67 | 34 | 48 | 3-е | Раунд 4 | Полуфинал | Кубок обладателей кубков — Раунд 2 | Дерек Парлейн | 22 | |
| 1974/75 | Дивизион 1 | 34 | 25 | 6 | 3 | 86 | 33 | 56 | 1-е | Раунд 3 | Раунд 1 | — | Дерек Парлейн | 18 | |
| 1975/76 | Премьер-дивизион | 36 | 23 | 8 | 5 | 60 | 24 | 54 | 1-е | Победа | Победа | Кубок европейских чемпионов — Раунд 2 | Дерек Джонстон | 31 | [ 6 ] |
| 1976/77 | Премьер-дивизион | 36 | 18 | 10 | 8 | 62 | 37 | 46 | 2-е | Финал | Полуфинал | Кубок европейских чемпионов — Раунд 1 | Дерек Джонстон | 21 | |
| 1977/78 | Премьер-дивизион | 36 | 24 | 7 | 5 | 76 | 39 | 55 | 1-е | Победа | Победа | Кубок обладателей кубков — Раунд 1 | Дерек Джонстон | 38 | |
| 1978/79 | Премьер-дивизион | 36 | 18 | 9 | 9 | 52 | 35 | 45 | 2-е | Победа | Победа | Кубок европейских чемпионов — Четвертьфинал | Гордон Смит | 17 | |
| 1979/80 | Премьер-дивизион | 36 | 15 | 7 | 14 | 50 | 46 | 37 | 5-е | Финал | Раунд 3 | Кубок обладателей кубков — Раунд 2 | Дерек Джонстон | 21 | |
| 1980/81 | Премьер-дивизион | 36 | 16 | 12 | 8 | 60 | 32 | 44 | 3-е | Победа | Раунд 3 | — | Колин Макадам | 21 | |
| 1981/82 | Премьер-дивизион | 36 | 16 | 11 | 9 | 57 | 45 | 43 | 3-е | Финал | Победа | Кубок обладателей кубков — Раунд 1 | Джон Макдональд | 22 | |
| 1982/83 | Премьер-дивизион | 36 | 13 | 12 | 11 | 52 | 41 | 38 | 4-е | Финал | Финал | Кубок УЕФА — Раунд 2 | Джон Макдональд | 20 | |
| 1983/84 | Премьер-дивизион | 36 | 15 | 12 | 9 | 53 | 41 | 42 | 4-е | 1/4 финала | Победа | Кубок обладателей кубков — Раунд 2 | Алли Маккойст | 20 | |
| 1984/85 | Премьер-дивизион | 36 | 13 | 12 | 11 | 47 | 38 | 38 | 4-е | Раунд 4 | Победа | Кубок УЕФА — Раунд 2 | Алли Маккойст | 18 | |
| 1985/86 | Премьер-дивизион | 36 | 13 | 9 | 14 | 53 | 45 | 35 | 5-е | Раунд 3 | Полуфинал | Кубок УЕФА — Раунд 1 | Алли Маккойст | 27 | |
| 1986/87 | Премьер-дивизион | 44 | 31 | 7 | 6 | 85 | 23 | 69 | 1-е | Раунд 3 | Победа | Кубок УЕФА — Раунд 3 | Алли Маккойст | 38 | |
| 1987/88 | Премьер-дивизион | 44 | 26 | 8 | 10 | 85 | 34 | 60 | 3-е | Раунд 4 | Победа | Кубок европейских чемпионов — Четвертьфинал | Алли Маккойст | 42 | |
| 1988/89 | Премьер-дивизион | 36 | 26 | 4 | 6 | 62 | 26 | 56 | 1-е | Финал | Победа | Кубок УЕФА — Раунд 2 | Кевин Дринкелл | 19 | |
| 1989/90 | Премьер-дивизион | 36 | 20 | 11 | 5 | 48 | 19 | 51 | 1-е | Раунд 4 | Финал | Кубок европейских чемпионов — Раунд 1 | Алли Маккойст | 18 | |
| 1990/91 | Премьер-дивизион | 36 | 24 | 7 | 5 | 62 | 23 | 55 | 1-е | 1/4 финала | Победа | Кубок европейских чемпионов — Раунд 2 | Мо Джонстон | 19 | |
| 1991/92 | Премьер-дивизион | 44 | 33 | 6 | 5 | 101 | 31 | 72 | 1-е | Победа | Полуфинал | Кубок европейских чемпионов — Раунд 1 | Алли Маккойст | 39 | |
| 1992/93 | Премьер-дивизион | 44 | 33 | 7 | 4 | 97 | 35 | 73 | 1-е | Победа | Победа | Лига чемпионов — Группа | Алли Маккойст | 49 | |
| 1993/94 | Премьер-дивизион | 44 | 22 | 14 | 8 | 74 | 41 | 58 | 1-е | Финал | Победа | Лига чемпионов — Раунд 1 | Марк Хейтли | 30 | |
| 1994/95 | Премьер-дивизион | 36 | 20 | 9 | 7 | 60 | 35 | 69 | 1-е | Раунд 4 | Раунд 3 | Лига чемпионов — Квалификация | Марк Хейтли | 15 | |
| 1995/96 | Премьер-дивизион | 36 | 27 | 6 | 3 | 85 | 25 | 87 | 1-е | Победа | Полуфинал | Лига чемпионов — Группа | Гордон Дьюри | 23 | |
| 1996/97 | Премьер-дивизион | 36 | 25 | 5 | 6 | 85 | 33 | 80 | 1-е | 1/4 финала | Победа | Лига чемпионов — Группа | Бриан Лаудруп | 21 | |
| 1997/98 | Премьер-дивизион | 36 | 21 | 9 | 6 | 76 | 38 | 72 | 2-е | Финал | 1/4 финала | Лига чемпионов — Квалификация Кубок УЕФА — Раунд 1 | Марко Негри | 37 | |
| 1998/99 | Премьер-лига | 36 | 23 | 8 | 5 | 78 | 31 | 77 | 1-е | Победа | Победа | Кубок УЕФА — Раунд 3 | Род Уоллес | 27 | |
| 1999/00 | Премьер-лига | 36 | 28 | 6 | 2 | 96 | 26 | 90 | 1-е | Победа | 1/4 финала | Лига чемпионов — Группа Кубок УЕФА — Раунд 3 | Род Уоллес | 21 | |
| 2000/01 | Премьер-лига | 38 | 26 | 4 | 8 | 76 | 36 | 82 | 2-е | 1/4 финала | Полуфинал | Лига чемпионов — Группа Кубок УЕФА — Раунд 3 | Йорг Альберц | 15 | |
| 2001/02 | Премьер-лига | 38 | 25 | 10 | 3 | 82 | 27 | 85 | 2-е | Победа | Победа | Лига чемпионов — Квалификация Кубок УЕФА — Раунд 4 | Туре Андре Флу | 25 | |
| 2002/03 | Премьер-лига | 38 | 31 | 4 | 3 | 101 | 28 | 97 | 1-е | Победа | Победа | Кубок УЕФА — Раунд 1 | Рональд Де Бур | 20 | |
| 2003/04 | Премьер-лига | 38 | 25 | 6 | 7 | 76 | 33 | 81 | 2-е | 1/4 финала | Полуфинал | Лига чемпионов — Группа | Шота Арвеладзе | 15 | |
| 2004/05 | Премьер-лига | 38 | 29 | 6 | 3 | 78 | 22 | 93 | 1-е | Раунд 3 | Победа | Кубок УЕФА — Группа | Начо Ново | 25 | |
| 2005/06 | Премьер-лига | 38 | 21 | 10 | 7 | 67 | 37 | 73 | 3-е | Раунд 4 | 1/4 финала | Лига чемпионов — 1/8 финала | Крис Бойд | 20 | |
| 2006/07 | Премьер-лига | 38 | 21 | 9 | 8 | 61 | 32 | 72 | 2-е | Раунд 3 | 1/4 финала | Кубок УЕФА — 1/8 финала | Крис Бойд | 26 | |
| 2007/08 | Премьер-лига | 38 | 27 | 5 | 6 | 84 | 33 | 86 | 2-е | Победа | Победа | Лига чемпионов — Группа | Крис Бойд | 25 | |
| 2007/08 | Премьер-лига | 38 | 27 | 5 | 6 | 84 | 33 | 86 | 2-е | Победа | Победа | Кубок УЕФА — Финал | Крис Бойд | 25 | |
| 2008/09 | Премьер-лига | 38 | 26 | 8 | 4 | 77 | 28 | 86 | 1-е | Победа | Финал | Лига чемпионов — Квалификация | Крис Бойд | 31 | |
| 2009/10 | Премьер-лига | 38 | 26 | 9 | 3 | 82 | 28 | 87 | 1-е | 1/4 финала | Победа | Лига чемпионов — Группа | Крис Бойд | 26 | |
| 2010/11 | Премьер-лига | 38 | 30 | 3 | 5 | 88 | 29 | 93 | 1-е | Раунд 5 | Победа | Лига чемпионов — Группа Лига Европы — 1/8 финала | Кенни Миллер | 22 | |
| 2011/12 | Премьер-лига | 38 | 26 | 5 | 7 | 77 | 28 | 73 | 2-е | Раунд 5 | Раунд 3 | Лига чемпионов — Квалификация Лига Европы — Квалификация | Никица Елавич | 17 | [ 8 ] |
| 2012/13 | Третий дивизион | 36 | 25 | 8 | 3 | 87 | 29 | 83 | 1-е | Раунд 5 | 1/4 финала | Кубок вызова — Четвертьфинал | Ли Маккаллох | 26 | |
| 2013/14 | Лига 1 | 36 | 33 | 3 | 0 | 106 | 18 | 102 | 1-е | Полуфинал | Раунд 1 | Кубок вызова — Финал | Джон Дейли | 25 | |
| 2014/15 | Чемпионшип | 36 | 19 | 10 | 7 | 69 | 39 | 67 | 3-е | Раунд 5 | Полуфинал | Кубок вызова — Полуфинал | Ники Ло | 13 | [ 9 ] |
| 2015/16 | Чемпионшип | 36 | 25 | 6 | 5 | 88 | 34 | 81 | 1-е | Финал | Раунд 4 | Кубок вызова — Победа | Мартин Уагхорн | 28 | |
| 2016/17 | Премьершип | 38 | 19 | 10 | 9 | 56 | 44 | 67 | 3-е | Полуфинал | Полуфинал | — | Мартин Уагхорн | 16 | |
| 2017/18 | Премьершип | 38 | 21 | 7 | 10 | 76 | 50 | 70 | 3-е | Полуфинал | Полуфинал | Лига Европы — Квалификация | Альфредо Морелос Джош Уиндасс | 18 | |
| 2018/19 | Премьершип | 38 | 23 | 9 | 6 | 82 | 27 | 78 | 2-е | 1/4 финала | Полуфинал | Лига Европы — Группа | Альфредо Морелос | 30 | |
| 2019/20 | Премьершип | 29 | 21 | 4 | 4 | 64 | 19 | 67 | 2-е | 1/4 финала | Финал | Лига Европы — 1/8 финала | Альфредо Морелос | 29 | |
| 2020/21 | Премьершип | 38 | 32 | 6 | 0 | 92 | 13 | 102 | 1-е | 1/4 финала | 1/4 финала | Лига Европы — 1/8 финала | Джеймс Тавернье | 19 | |
| 2021/22 | Премьершип | 38 | 27 | 8 | 3 | 80 | 31 | 89 | 2-е | Победа | Полуфинал | Лига Европы — Финал | Альфредо Морелос Джеймс Тавернье | 18 | |
| 2022/23 | Премьершип | 38 | 29 | 5 | 4 | 93 | 37 | 93 | 2-е | Полуфинал | Финал | Лига чемпионов — Группа | Джеймс Тавернье Антонио Чолак | 18 | |
| 2023/24 | Премьершип | 38 | 27 | 4 | 7 | 87 | 32 | 85 | 2-е | Финал | Победа | Лига чемпионов — Квалификация Лига Европы — 1/8 финала | Джеймс Тавернье | 24 | |
| 2024/25 | Премьершип | 38 | 22 | 9 | 7 | 80 | 41 | 75 | 2-е | Раунд 5 | Финал | Лига чемпионов — Квалификация Лига Европы — 1/4 финала | Сирил Дессерс | 29 | |

## Комментарии
1. 1 2  Клуб не участвовал в турнире
2. 1 2 3 4 5 6 7 8  Авторы нескольких забитых в данном сезоне голов неизвестны.
3. ↑  Наивысшее достижение клуба в Кубке Англии.
4. ↑  Чемпионский титул «разделён» с клубом «Дамбартон».
5. ↑  Кубок шотландской лиги был основан в 1946 году.
6. 1 2  Европейские клубные турниры не проводились до 1955 года.
7. ↑  «Рейнджерс» впервые выиграл Кубок Шотландии, обыграв в финальном матче «Селтик» со счётом 3:1.
8. ↑  Финал Кубка Шотландии 1909 года был отменён из-за беспорядков. Победителя в том турнире не было.
9. ↑  Турнир был приостановлен в связи с войной. Взамен проводились неофициальные турниры военного времени.
10. ↑  Первый «дубль».
11. ↑  Также выиграл Благотворительный кубок торговцев Глазго[англ.], одержав победу трёх турнирах.
12. 1 2  Также выиграл Кубок Глазго и Благотворительный кубок торговцев Глазго[англ.], одержав победу во всех четырёх турнирах, в которых принял участие.
13. 1 2  В этих сезонах «Рейнджерс» забил рекордное для себя количество голов в лиге.
14. ↑  Сезон 1939/40 был приостановлен в связи с началом Второй мировой войны.
15. ↑  С клуба сняли 10 очков за переход под внешнее управление[7].
16. ↑  13 марта 2020 года Шотландская футбольная ассоциация приостановила все официальные турниры в Шотландии из-за пандемии COVID-19. Сезон был завершён досрочно, турнирная таблица по состоянию на 18 мая 2020 года объявлена финальной, «Селтик» стал чемпионом[10].